# HTC U11
Das HTC U11 ist ein Android-basiertes Smartphone, das vom Hersteller HTC als Teil seiner U-Serie produziert und verkauft wird.
Es wurde am 16. Mai 2017 vorgestellt und ist der Nachfolger des HTC 10.

## Technik

### Hardware
Das HTC U11 hat ein Glasgehäuse mit einem Aluminiumrahmen, der druckempfindliche Punkte beinhaltet, mit denen die Edge-Sense-Funktionalität realisiert wird. Es ist mit einem 5,5 Zoll großen Quad-HD-Display (2560 × 1440 Pixel) ausgestattet. Das Glas der Vorderseite ist Gorillaglas 5, das der Rückseite Gorillaglas 3.
Die Kamera auf der Rückseite hat 12 MP mit 1,4 μm großen Pixeln und eine ƒ/1,7-Öffnung. Sie hat eine optische Bildstabilisierung (OIS) und UltraSpeed-Autofokus. Die HTC-U11-Kamera erreichte 90 Punkte bei DxOMark und wurde damit die am besten bewertete Smartphone-Kamera in der DxOMark-Geschichte.
Die Kamera auf der Vorderseite hat 16 MP und eine ƒ/2,0-Öffnung.
Das HTC U11 ermöglicht 3D-Tonaufnahme mit vier Mikrofonen. In der Hi-Fi-Edition hat es BoomSound™. Das Smartphone wird mit IP67 eingestuft, weist Staub und Spritzer ab und ist unter 1 Meter in Frischwasser bis zu 30 Minuten dicht, was unter Laborbedingungen überprüft wurde.
Das Smartphone wird mit einem Snapdragon 835 ausgeliefert und ist mit 4 GB RAM sowie 64 GB Speicher ausgestattet.

### Software
Das HTC U11 wird mit Android 7.1 mit HTC Sense 8.0 ausgeliefert. Google Assistant und Amazons Alexa sind vorinstalliert.

## Verkäufe
Am 15. Juni 2017 gab der Präsident der Smartphone-Abteilung, Chang Chia-lin, bekannt, dass sich das HTC U11 besser als seine Vorgänger HTC One M9 und HTC 10 verkauft.